# Парламентские выборы в Малави (1971)
Парламентские выборы в Малави проходили 17 апреля 1971 года. После введения в Малави однопартийной системы в 1966 году Партия Конгресса Малави стала единственной разрешённой политической партией. В каждом из 60 избирательных округов партийные комитеты номинировали от 3 до 5 кандидатов. Эти кандидаты затем представлялись лидеру партии Хастингсу Банда, который выбирал единственного кандидата на каждое место Национального собрания. Поскольку оппозиции в стране не было избиратели голосовали затем на безальтернативных выборах.
В результате выборов было избрано 56 депутатов, а на оставшиеся места депутаты были номинировали самим Банда.

## Результаты
| Партия                                                                                   | Голоса | % | Мест | +/– |
| ---------------------------------------------------------------------------------------- | ------ | - | ---- | --- |
| Партия Конгресса Малави                                                                  | –      | – | 60   | +10 |
| Недействительные/пустые бюллетени                                                        | –      | – | –    | –   |
| Всего                                                                                    | –      | – | 60   | +7  |
| Зарегистрированных избирателей/Явка                                                      | –      | – | –    | –   |
| Источник: African Elections Database Архивная копия от 7 октября 2014 на Wayback Machine |        |   |      |     |